# 小行星2323
小行星2323（2323 Zverev）是一颗围绕太阳公转的小行星。1976年9月24日，尼古拉·切爾尼赫在克里米亚发现了此天体。
該小行星以俄羅斯天文學家米特羅凡·斯捷潘諾維奇·茲維列夫（Mitrofan Stepanovich Zverev）命名。
这颗小行星的绝对星等为98.34889060968895等。